# Мостославский, Джон Григорьевич
Джон Григорьевич Мостославский (6 июня 1942, Благовещенск — 17 июля 2015, Ярославль) — коллекционер, создатель первого в постсоветской России частного музея «Музыка и время» в городе Ярославле (ноябрь 1993). В музее представлены колокольчики, часы, музыкальные инструменты, граммофоны, утюги, самовары и т. д.

## Биография
Родился в семье потомственных актёров. По собственным словам, коллекционированием стал увлекаться с детства. Отслужив в армии, стал работать иллюзионистом, показывал фокусы, занимался гипнозом, брал уроки мастерства у Игоря Кио. Работал в Ярославской филармонии.
Мостославский собирал антиквариат с юности, посвятил более тридцати лет формированию музейной коллекции. В советское время за свою деятельность преследовался милицией (скупка антиквариата вызывала подозрения). За дачу взятки в 500 рублей председателю ЖСК был осуждён на пять лет колонии.
Снялся в телесериалах «На углу, у Патриарших 2» (2001) и «Хиромант» (2005, съёмки проходили в музее «Музыка и время»).
Умер 17 июля 2015 года, похоронен на еврейском секторе Леонтьевском кладбище Ярославля.

### Семья
Отец троих сыновей, один из них в настоящее время является директором созданного отцом музея.